# Exor
Exor N.V. (anteriormente Exor S.p.A.) es una sociedad comercial neerlandesa controlada por la Familia Agnelli. Cuenta con una capitalización de más de 23,000 M$ de dólares norteamericanos y una historia de más de un siglo de inversiones. Sus principales inversiones incluyen Stellantis, CNH Industrial, The Economist, Juventus y Ferrari. Como resultado, la compañía es el primer grupo económico de Italia en volumen de ventas y el 28 del mundo.

## Participadas
A 17 de abril de 2023, las empresas participadas son las siguientes:
| Compañía               | Sector              | % de capital | Derechos de voto |
| ---------------------- | ------------------- | ------------ | ---------------- |
| Juventus F.C.          | Equipo de fútbol    | 63.8%        | 77.9%            |
| GEDI Gruppo Editoriale | Media               | 89.6%        | 89.6%            |
| The Economist Group    | Media               | 34.7%        | 20.0%            |
| Stellantis             | Automóvil           | 14.0%        | 14.3%            |
| CNH Industrial         | Maquinaria pesada   | 26.9%        | 42.9%            |
| Ferrari                | Automóvil de lujo   | 22.9%        | 36.3%            |
| Shang Xia              | Moda                | 82.3%        | 82.3%            |
| Welltec                | Energía             | 46.5%        | 47.6%            |
| Christian Louboutin    | Moda de lujo        | 24%          | 24%              |
| Via Transportation     | Transporte          | 17.6%        | 17.6%            |
| Iveco Group            | Automóvil           | 27.1%        | 42.5%            |
| Lifenet Healthcare     | Salud               | 44.7%        | 44.7%            |
| Casavo                 | Inmobiliaria        | 18.7%        | 17.9%            |
| NUO                    | Inversión           | 50%          | 50%              |
| Institut Mérieux       | Salud               | 3.6%         | 1.8%             |
| Philips                | Tecnología de salud | 15.0%        | 15.0%            |

## Principales accionistas
Los principales accionistas de Exor S.p.A.:
| Compañia                        | % del capital social |
| ------------------------------- | -------------------- |
| Giovanni Agnelli e C. S.a.p.az. | 52,99%               |
| Exor S.p.A.                     | 4,12%                |
| Harris Associates L.P.          | 4,99%                |
| Southeastern AM, Inc.           | 2,96%                |
| Otros accionistas               | 34,98%               |

## Datos financieros

### Días del Inversor
El 5 de octubre de 2017, Exor celebró su primer evento del Día del Inversor, llevado a cabo por los equipos de liderazgo de Exor y PartnerRe, que proporcionaron actualizaciones financieras y dieron cuenta de los últimos acontecimientos de sus respectivas empresas.
El 21 de noviembre de 2019, tuvo lugar un segundo evento con motivo del décimo aniversario de Exor. Durante la reunión, John Elkann, junto con el equipo directivo, ilustró el rendimiento, el desarrollo y los logros clave de la empresa durante los últimos 10 años.
Ambos eventos se celebraron en la Fundación Agnelli en Turín (Italia).
| Año              | 2009    | 2010    | 2011    | 2012    | 2013    | 2014    | 2015    | 2016    | 2017    | 2018    | 2019    |
| ---------------- | ------- | ------- | ------- | ------- | ------- | ------- | ------- | ------- | ------- | ------- | ------- |
| Ingresos Totales | 52.520  | 58.985  | 84.359  | 110.671 | 113.740 | 122.246 | 136.360 | 140.068 | 138.226 | 143.294 | 143.755 |
| Beneficio Neto   | -0.997  | 0.571   | 2.229   | 2.377   | 4.427   | 1.276   | 0.343   | 2.314   | 4.646   | 5.416   | 8.915   |
| Activos Totales  | 71.804  | 78.707  | 123.030 | 125.762 | 132.680 | 150.509 | 156.895 | 176.528 | 163.775 | 166.275 | 172.611 |
| Empleados        | 190,651 | 196,723 | 195,404 | 287,343 | 305,963 | 305,963 | 303,247 | 302,562 | 265,017 | 272,170 | 268,979 |

## Historia
Los comienzos de la empresa se remontan a 1927, al ser creada con el nombre de Istituto Finanziario Industriale (IFI) por el senador Giovanni Agnelli con el objetivo de colocar bajo una misma compañía todos los paquetes accionarios que había comprado, principalmente en el sector industrial.
En 1957, IFI adquirió el control del Istituto Commerciale Laniero Italiano, que desarrollaba su actividad en el mercado financiero, concretamente en el sector textil y de la lana. En 1963, extendió sus operaciones al sistema bancario y cambió su nombre por el de Istituto Bancario Italiano Laniero. Tres años más tarde, tras escindir la división bancaria para constituir la Banca Subalpina, la compañía pasó a denominarse Istituto Finanziario Italiano Laniero (IFIL), que desempeñaba un papel equivalente al de IFI y llevaba a cabo actividades similares de gestión de inversiones.
IFI adquirió participaciones en numerosas firmas a lo largo de décadas, entre ellas, Unicem y 3M, muchas de las cuales han sido objeto de diferentes operaciones de desinversión desde entonces. IFI suscribió acciones preferentes en la bolsa italiana en 1968. La reorganización de las participaciones de la familia Agnelli en 2008 condujo a la fusión de IFI e IFIL para crear Exor, nombre tomado de la compañía francesa (en aquel momento, accionista mayoritaria de la empresa embotelladora de agua mineral Perrier y los viñedos Château Margaux), que había adquirido en 1991.
La firma familiar Giovanni Agnelli B.V. posee el 52,99 % del capital social.
Exor ocupa el puesto 28 en el ranking de compañías más ricas del mundo, según la lista Fortune Global 500 de 2020.

## Fusiones, inversiones y adquisiciones

### PartnerRe
En 2016, Exor adquirió PartnerRe con una oferta de 140 $ por acción (un total de 6.900 millones de dólares).  Inicialmente había ofrecido 130 $ por acción y, en respuesta, Axis Re ofreció 120,31 $ en papel, más 11,50 $ en forma de dividendo previo al cierre de la fusión.
En marzo de 2020, Exor anunció un acuerdo para vender PartnerRe a la aseguradora mutua francesa Covea por 9 mil millones de dólares, más un dividendo en efectivo de 50 millones de dólares, a pagar antes del cierre.
La venta no se concretó, ya que Covéa retiró la oferta el 12 de mayo de 2020. En agosto de 2020, Exor declaró que Covéa invertiría 1 500 millones de euros, en parte en entidades gestionadas por PartnerRe.

### The Economist
El 12 de agosto de 2015, el periódico anunció que Exor iba a adquirir tres quintos de las acciones de The Economist Group, en aquel momento en posesión de Pearson PLC. Exor ya poseía acciones del grupo antes de esta compra. Se considera el "cambio más importante en la estructura accionarial de The Economist en casi 90 años". Pearson PLC, que también era propietaria del Financial Times, poseía un 50 % de las participaciones (sin control) de The Economist desde 1928. La operación preveía la recompra de los dos quintos restantes de las acciones de Pearson por parte de The Economist.

### Cushman & Wakefield
El 2 de septiembre de 2015, Exor cerró la venta de Cushman & Wakefield a la empresa DTZ, con sede en Chicago, por 1.280 M$ netos, lo que representó una ganancia de capital de 722 millones de dólares para la compañía de la familia Agnelli propietaria de las acciones.

### GEDI
En diciembre de 2019, Exor acordó comprar la participación de control en GEDI, el principal grupo de medios de comunicación de Italia, equivalente a un 43,7%, por 102,5 millones de euros, a CIR, el holding de la dinastía De Benedetti.
La adquisición se cerró en abril de 2020, cuando la empresa elevó la participación de GEDI por encima del 60%, correspondiente al 63,21% del derecho de voto.

### Stellantis
En diciembre de 2019, FCA y Groupe PSA anunciaron una fusión, que se completará en 12/14 meses.
En julio de 2020, John Elkann, presidente de FCA, y Mike Manley, consejero delegado, anunciaron que la empresa combinada se llamará Stellantis una vez completada la fusión transatlántica. La fusión se completó el 16 de enero de 2021, y sus acciones ordinarias pasaron a cotizar con el símbolo «STLA» en la Bolsa Italiana, Euronext París y la Bolsa de Nueva York. En la fecha de finalización de la fusión, la empresa combinada se convirtió en el quinto mayor fabricante de automóviles del mundo por unidades vendidas.

### Via Transportation Inc.
En abril de 2020, firmó un acuerdo para invertir una cantidad total de 200 millones de dólares para adquirir un 8,87 % de Via Transportation Inc., una empresa de tecnología especializada en la optimización dinámica y basada en datos de sistemas de movilidad pública en ciudades de todo el mundo.

### Cowboy
En agosto de 2020, Exor Seeds participó en la ronda de financiación lanzada por Cowboy, una start-up belga de bicicletas eléctricas.

### Group Shang Xia
En diciembre de 2020, Exor anunció la inversión de unos 80 millones de euros en el grupo chino Shang Xia, gracias a la cual el holding se convirtió en el primer accionista de Shang Xia con Hermés International.

### Loubotin
En marzo de 2021 Exor entra en la casa de moda francesa Christian Louboutin como accionista minoritario con el 24 % del capital y con una inversión de 541 millones de euros.

### Casavo
En marzo de 2021 Exor Seeds participó como inversor principal en la captación de capital de Casavo, start-up PropTech italiana con una plataforma de compraventa instantánea de viviendas en Europa.

## Consejo de Administración
El Consejo de Administración al 29 de mayo de 2018:
- John Elkann - presidente/CEO
- Alessandro Nasi di Villapaciosa - vicepresidente
- Andrea Agnelli - administrador
- Joseph Bae - administrador
- Melissa Berthell - administrador
- Marc Bolland - administrador
- Laurence Debraux - administrador
- Ginevra Elkann- administrador
- Antonio Mota De Sousa Horta-Osorio - administrador